# 圣埃斯特万德萨帕尔迭尔
圣埃斯特万德萨帕尔迭尔，是西班牙卡斯蒂利亚-莱昂阿维拉省的一个市镇。总面积13平方公里，总人口65人（2001年），人口密度5人/平方公里。